# إيفان ماتيو
إيفان ماتيو (بالإسبانية: Iván Mateo)‏ (4 أغسطس 1981 بمدريد في إسبانيا - ) هو لاعب كرة قدم إسباني في مركز جناح ‏. لعب مع كولتورال ديبورتيفا ليونيسا ونادي إيركوليس ونادي بادالونا ونادي ديبورتيفو طليطلة ونادي غيخيليو وريال سوسيداد ديبورتيفا الكالا وأتلتيكو مدريد ج.

## وصلات خارجية
- إيفان ماتيو على موقع قاعدة بيانات كرة القدم.إي يو (الإنجليزية)
- إيفان ماتيو على موقع Soccerway.com (الإنجليزية)